# Norat Ter-Grigorjanz

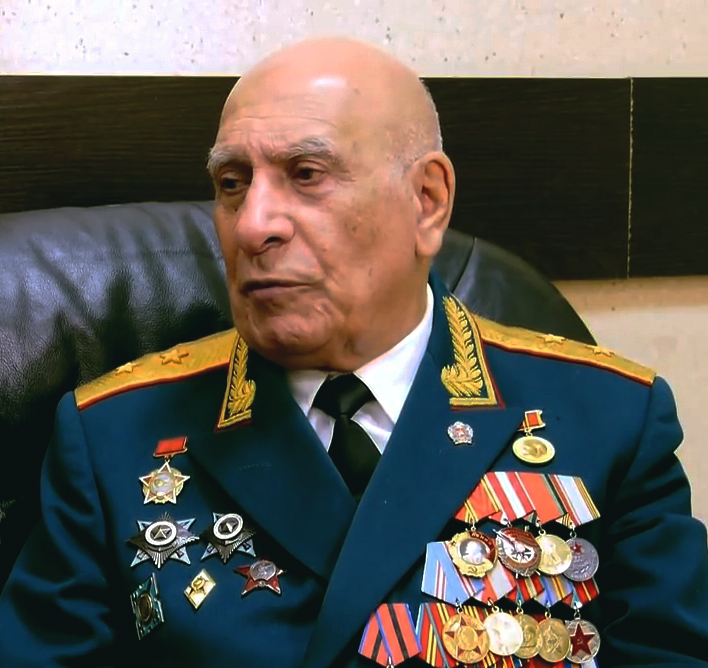
Norat Ter-Grigorjanz (Oktober 2019)

Norat Ter-Grigorjanz (armenisch Նորատ Տեր-Գրիգորյանց; russisch Норат Тер-Григорьянц; * 16. Juli 1936 in Ordschonikidse, Russische Sozialistische Föderative Sowjetrepublik, UdSSR) ist ein sowjetisch-armenischer Generalleutnant und Militärkommandeur im Ruhestand.

## Biographie
Nach seinem Militärdienst wurde Ter-Grigorjanz 1957 in die Panzerschule in Uljanowsk aufgenommen. Nach dem Abschluss einer dreijährigen Militärausbildung begann er im Rang eines Leutnants seine Militärlaufbahn in sowjetischen Streitkräften im Nordkaukasus. Mit der Zeit stieg er vom Kommandanten einer Panzeraufklärungstruppe zum Befehlshaber eines Panzerbataillons auf.
Zwischen 1967 und 1970 durchlief Ter-Grigorjanz eine höhere Offiziersausbildung. 1970 trat er der Malinowski Militärakademie der Panzertruppen in Moskau bei, die er drei Jahre später mit Auszeichnung abgeschlossen hatte.
1978 wurde Ter-Grogorjants zum Generalmajor befördert und zum ersten stellvertretenden Stabschef des Turkestanischen Militärkreises ernannt. Mit dem Einmarsch sowjetischer Truppen in Afghanistan wurde er in dieses Land versetzt. Von Mitte 1981 bis Ende 1983 war Ter-Grigorjanz Stabschef der 40. sowjetischen Armee in Afghanistan. Nach fast drei Jahren Militärdienst wurde er nach Moskau zurückbeordert. Ende 1983 wurde Ter-Grigorjanz zum stellvertretenden Generalstabschef der sowjetischen Bodentruppen berufen und bekam den Rang eines Generalleutnants. Auf diesem Posten blieb er bis zum Zerfall der Sowjetunion 1991.
Auf Einladung des Präsidenten Lewon Ter-Petrosjan zog Ter-Grigorjanz Ende 1991 nach Armenien und wurde mit der Gründung der armenischen Streitkräfte beauftragt. Am 10. August 1992 wurde er per Erlass zum Oberbefehlshaber der armenischen Truppen und anschließend zum stellvertretenden Verteidigungsminister von Armenien ernannt. Zwischen 1993 und 1995 diente er als Verteidigungsminister des Landes. Ein halbes Jahr nach dem Ende des Bergkarabachkrieges trat Ter-Grigorjanz von seinem Ministerposten zurück und kehrte nach Moskau zurück. Seit Dezember 2006 ist er Präsident (mittlerweile emeritiert) des Veteranenrates der russischen Landstreitkräfte und Vorstandsmitglied der Union der Russland-Armenier.

## Sonstiges
Ter-Grigorjanz ist bekannt für seine häufigen antitürkischen und antiaserbaidschanischen Äußerungen. In einem seiner Auftritte im April 2017 forderte er die Regierung von Russland auf, den Vertrag von Moskau (1921) mit der Türkei zu annullieren und die Autonome Republik Nachitschewan, die zu Aserbaidschan gehört, an Armenien anzugliedern.
In einem Interview mit der in Krasnodar erschienenen armenischen Zeitung Jerkramas im Januar 2018 betonte Grigorjanz, die Armenier seien schuldig, dass diese die Republik Aserbaidschan im Bergkarabachkrieg Anfang der 1990er Jahre nicht „vollständig vernichtet hätten“.